# Cynthia Plaster Caster
Cynthia Plaster Caster (* 24. Mai 1947 als Cynthia Albritton in Chicago, Illinois; † 21. April 2022 ebenda) war in den 1960er Jahren ein bekanntes Groupie verschiedener Stars.
Aus ihrer u. a. sexuellen Nähe zu diesen Stars entwickelte sich ihre spätere Hauptbeschäftigung: Sie machte Abdrücke der Genitalien ihrer männlichen Liebhaber und der ihr nahegekommenen Rockstars und stellte diese als Kunstobjekte aus. Sie begann ihre Karriere 1968 mit Penis-Abdrücken von Rockstars (z. B. Jimi Hendrix und Noel Redding), weitete den Kreis ihrer Modelle aber später auch auf andere Künstler aus. Ab 2000 begann sie ebenso, Gipsabdrücke von den Brüsten weiblicher Stars zu archivieren, darunter Peaches, Sally Timms (Mekons) und Lætitia Sadier (Stereolab).
2001 wurde von Jessica Villines die Dokumentation Plaster Caster gedreht. Die Rockgruppe Kiss veröffentlichte 1977 auf ihrem Album Love Gun das Lied Plaster Caster.
2010 kandidierte sie für das Amt des Bürgermeisters von Chicago.
Am 21. April 2022 starb Plaster Caster nach langer Krankheit.